# Kokoșînți, Huseatîn
Kokoșînți (în ucraineană Кокошинці) este un sat în comuna Mala Luka din raionul Huseatîn, regiunea Ternopil, Ucraina.

## Demografie
Componența lingvistică a localității Kokoșînți
     Ucraineană (100%)
Conform recensământului din 2001, toată populația localității Kokoșînți era vorbitoare de ucraineană (100%).